# Mario Parodi (calciatore)
Mario Parodi (Voghera, 8 settembre 1903 – Novi Ligure, 22 gennaio 1981) è stato un calciatore italiano, di ruolo centrocampista.

## Carriera
Iniziò la carriera nella Novese nel 1921. Con i piemontesi conquistò lo scudetto nel campionato 1921-1922 organizzato dal FIGC.
Con la Novese rimase in massima serie sino alla stagione 1923-1924, sfiorando il ritorno in massima serie la stagione successiva, piazzandosi al terzo posto del girone finale, ad un punto dalle promosse Udinese e Parma.
Nel 1926 passa all'Andrea Doria, ottenendo l'ottavo posto nel Girone B della Divisione Nazionale 1926-1927.
Con i biancoblu rimane una sola stagione, venendo ingaggiato dal Genoa, ottenendo due secondi posti nelle stagioni 1927-1928 e 1929-1930. Il suo esordio in rossoblù è datato 25 settembre 1927, nella vittoria casalinga per 2-1 contro il Torino.
Tra le file dei genovesi giocò anche nei quarti di finale della Coppa dell'Europa Centrale 1930, nel pareggio casalingo del 13 luglio 1930 per uno a uno contro il Rapid Wien, risultato che fu reso inutile dalla débâcle esterna nell'incontro di ritorno, a cui Parodi non partecipò.
Parodi lascerà il sodalizio rossoblù nel 1931, per passare l'anno seguente al Cagliari.
Con i sardi, in Serie B, ottenne due salvezze, chiudendo la carriera agonistica nel 1933.

## Palmarès
- Campionato italiano: 1

Novese: 1921-1922 (F.I.G.C.)